# Ulla Gadd
Ulla Ingrid Margareta Gadd, senare Boberg, född 21 april 1931 i Hedvig Eleonora församling i Stockholm, död 8 juli 2010 i Styrsö församling i Västra Götalands län, var en svensk friidrottare (längdhopp). Hon representerade Göteborgs Kvinnliga IK. Hon utsågs år 1951 till Stor grabb/tjej nummer 153.
Ulla Gadd var från 1954 gift med civilingenjör Birger Boberg. De är begravda på Kvibergs kyrkogård.